# Brachycythara nanodes
Brachycythara nanodes es una especie de caracol de mar, un molusco gasterópodo marino en la familia Mangeliidae.

## Descripción
La longitud de la concha alcanza 5,5 mm, el diámetro de 3 mm.
La concha sólida tiene una forma abreviadamente fusiforme. Su color es blanco amarillento. Contiene 6 espirales de los cuales dos pequeños, globulares pertenecen a la protoconcha. El resto son ventricosos, muy grabado suturalmente. La aguja muestra costillas lisas incrustadas longitudinales, los intersticios cruzados por líneas espirales gruesas infrecuentes. Las espirales son muy tumidas, las líneas espirales en los intersticios son gruesas. La apertura es oblonga. El labio exterior está engrosado. El seno es muy oscuro. El margen columelar está inclinado a la oblicuidad. El canal sifonal es extremadamente corto.

## Distribución
B. nanodes puede encontrarse en las costas de Cuba.